# Falcon (Mississipi)
Falcon és una població dels Estats Units a l'estat de Mississipi. Segons el cens del 2000 tenia 317 habitants.

## Demografia
Segons el cens del 2000, Falcon tenia 317 habitants, 96 habitatges, i 71 famílies. La densitat de població era de 313,8 habitants per km².
Dels 96 habitatges en un 49% hi vivien nens de menys de 18 anys, en un 18,8% hi vivien parelles casades, en un 46,9% dones solteres, i en un 26% no eren unitats familiars. En el 25% dels habitatges hi vivien persones soles el 8,3% de les quals corresponia a persones de 65 anys o més que vivien soles. El nombre mitjà de persones vivint en cada habitatge era de 3,3 i el nombre mitjà de persones que vivien en cada família era de 3,96.
Per edats la població es repartia de la següent manera: un 42,6% tenia menys de 18 anys, un 13,9% entre 18 i 24, un 26,8% entre 25 i 44, un 9,5% de 45 a 60 i un 7,3% 65 anys o més.
L'edat mediana era de 22 anys. Per cada 100 dones de 18 o més anys hi havia 58,3 homes.
La renda mediana per habitatge era de 15.694 $ i la renda mediana per família de 18.333 $. Els homes tenien una renda mediana de 20.250 $ mentre que les dones 14.750 $. La renda per capita de la població era de 8.053 $. Entorn del 39,5% de les famílies i el 39% de la població estaven per davall del llindar de pobresa.

## Poblacions més properes
El següent diagrama mostra les poblacions més properes.